# Чемпіонат України з боксу 2007
XVI Чемпіонат України з боксу серед чоловіків — головне змагання боксерів-любителів в Україні, організоване в рамках III Літніх Всеукраїнських спортивних ігор, що відбулося з 13 по 18 березня 2007 року в Харкові в приміщенні Палацу спорту «Локомотив» імені Г. М. Кирпи. 224 спортсмени змагалися за нагороди у 11 вагових категоріях.

## Медалісти
| Категорія:                         | Золото:               | Срібло:              | Бронза:         |
| Перша найлегша вага (до 48 кг)     | Георгій Чигаєв        |                      | Денис Шкарубо   |
| Найлегша вага (до 51 кг)           | Віталій Волков        | Олексій Джунківський | Яковлєв Ігор    |
| Легша вага (до 54 кг)              | Максим Третяк         |                      |                 |
| Напівлегка вага (до 57 кг)         | Василь Ломаченко      | Сергій Голубов       |                 |
| Легка вага (до 60 кг)              | Турал Гасанов         |                      |                 |
| Перша напівсередня вага (до 64 кг) | Андрій Лук'янчук      |                      |                 |
| Напівсередня вага (до 69 кг)       | Олександр Стрецький   | Семен Фесенчук       |                 |
| Середня вага (до 75 кг)            | Сергій Дерев'янченко  | Олександр Усик       | Дмитро Булгаков |
| Напівважка вага (до 81 кг)         | В'ячеслав Шабранський |                      |                 |
| Важка вага (до 91 кг)              | Віталій Міхеєнко      |                      |                 |
| Надважка вага (більше 91 кг)       | Роман Капітоненко     |                      |                 |